# Punta del Montblanquet de Darrere
La Punta del Montblanquet de Darrere és una muntanya de 435 metres que es troba al municipi de la Palma d'Ebre, a la comarca catalana de la Ribera d'Ebre.